# Stattena IF
Stattena Idrottsförening (IF) er en svensk fodboldklub fra Helsingborg, stiftet i år 1922 som et bydelshold fra distriktet Stattena/Statene. Oprindeligt en landsby, der lå uden for byen (gammelt dansk stednavn; Statene, der betyder "stå alene", dvs. ensomt beliggende landsbyer eller huse), hvilket sandsynligvis har bidraget til den historiske, lokale patriotiske rivalisering med Helsingborg IF. Klubben spillede i den bedste svenske række Allsvenskan under sæsonerne 1927/1928 og 1929/1930, og har opdraget mange berømte fodboldstjerner som Knut Kroon, Bengt Salomonsson, Lars Granström og Anders Linderoth.
Da det gul-og-blå-stribede hold i 1920'erne spillede i den bedste række Allsvenskan, havde de en nærmest sydlandsk tilhængerskare, som overværede træningerne, livligt diskuterede opstillinger etc. i ølcaféerne og mødte holdet på banegården, da de vendte tilbage til Helsingborg efter udekampe.  Modstanderholds tilhængere kunne desværre også blive mødt af en regn af ølflasker, som blev kastet over dem.  Da stjernespilleren og kommende landsholdsmand Knut Kroon blev solgt fra Stattena til ærkerivalen HIF, kunne han næsten ikke vise sig ude i byen. 
Da Stattena i sæsonen 1929/30 spillede Helsingborg-derby i den bedste række mod HIF på Olympia, og Di Röe fik en straf, udtalte straffesparkstageren Axel "Massa" Alfredsson de bevingede ord, som illustrerer rivaliseringen mellem holdene, selvom HIF blev mestre og Stattena jumbo: "Jeg lagde had bag bolden. Statene skal tabe!" 
Klubben har haft endnu større succes i damefodbold hvor Stattena IF blev inoficiele europamestere for klubhold i år 1980. Dameholdet har på senere år spillet i Allsvenskan 2003, 2004 og 2009.
Den oprindelige spilledragt, var gul-blå stribede trøjer og blå bukser, men på senere år er den blevet blå bluser og hvide bukser.

## Eksterne links
- Officiel hjemmeside